# جان هومن
جان هومن، (به آلمانی: Jan Hommen) (زاده ۲۹ آوریل ۱۹۴۳) کارآفرین، بانکدار و مدیر ارشد اجرایی هلندی است، که در حال حاضر به‌عنوان مدیر عامل اجرایی و رییس هیئت مدیره گروه آی‌ان‌جی فعالیت می‌نماید. وی سابقه مدیریت در شرکت‌های فیلیپس، آلکوا، رید الزویر و کی‌پی‌ام‌جی را در کارنامه خود دارد.